# Gmina Platerówka
Gmina Platerówka je polská vesnická gmina v okrese Lubáň v Dolnoslezském vojvodství. Sídlem gminy je obec Platerówka. V roce 2021 zde žilo 1 606 obyvatel.
Gmina má rozlohu 47,9 km² a zabírá 11,2 % rozlohy okresu. Skládá se ze 4 starostenství.

## Části gminy
Starostenství
Platerówka, Przylasek, Włosień, Zalipie